# Jörg Himmelreich
Jörg Himmelreich (* 7. August 1959 in Bad Hersfeld) ist ein deutscher Politikwissenschaftler und Journalist.

## Leben
Himmelreich studierte Recht, Politikwissenschaften und Geschichte in Freiburg, Köln, Bonn und London. Das Zweite Juristische Staatsexamen legte er im Oktober 1989 beim Kammergericht Berlin ab. Im Mai 1993 promovierte er an der FU Berlin. Nach wissenschaftlicher Mitarbeit am dortigen Institut für Staats- und Verwaltungsrecht und als Reprivatisierungsbeauftragter der Treuhandanstalt Zentrale war er von 1995 bis 2001 für die WestLB in Moskau und London tätig. Nach Mitarbeit in einem Vorstandsbüro der DaimlerChrysler AG zu Russland in Berlin und Stuttgart und beim Vorsitzenden des deutschen Ostausschusses arbeitete er 2003 bis 2004 im Planungsstab des Auswärtigen Amts. Er lehrte als Gastprofessor an der University of California in San Diego und war Senior Transatlantic Fellow beim German Marshall Fund in Washington und Berlin. Seit 2009 lehrt er Internationale Beziehungen an der Jacobs University Bremen. 
Nach 30-jähriger Mitgliedschaft in der FDP war er 5 Monate Mitglied der Alternative für Deutschland, trat aber bereits im März 2014 aus der Partei wieder aus. Als Sachverständiger war er 2009 Mitglied der EU-Untersuchungskommission zum russisch-georgischen Krieg 2008. Er ist ein regelmäßiger außenpolitischer Kommentator für die NZZ und Deutschlandradio Kultur. Zum 1. November 2019 wurde er zum Professeur affilié der École Superieure de Commerce (Wirtschaftshochschule) in Paris (ESCP), Paris/Berlin ernannt.
Jörg Himmelreich wohnt in Berlin und hat acht Kinder.

## Ausgewählte Veröffentlichungen
- Das parlamentarische Untersuchungsrecht im dezentralen Staat. Bundesstaatsprinzip und kommunale Selbstverwaltungsgarantie als Schranken parlamentarischer Untersuchungen. Promotionsschrift, Shaker Verlag, Berlin 1995, ISBN 978-3-8265-5124-6.
- Überlegungen zur Entflechtung von Partei und Staat in der DDR. Jakob-Kaiser-Stiftung, Königswinter 1990, OCLC 22115720.

Ausgewählte Artikel in Zeitschriften und Zeitungen
- Deutsche Russlandpolitik: Viel Hoffnung und wenig Substanz, SPIEGEL Online Interview, 11. Oktober 2006
- Merkel in der Moskau-Falle, SPIEGEL Online 5. Juni 2008
- Missing From the Georgia Report, New York Times 2. Oktober 2009
- Das schwierige Dreieck der pazifischen Mächte, NZZ 8. Januar 2010
- „Es ist verblüffend wie viel einfach nicht wahrgenommen wurde“ – das deutsche AA während der Hitler-Diktatur, NZZ 29. Oktober 2010
- Das evangelische Pfarrhaus schlägt zurück, NZZ 22. März 2012
- Die Handlungsohnmacht des Westens, NZZ 6. März 2014
- Putins Netzwerker – Deutsches Verständnis für Annexion der Krim, NZZ 6. Mai 2014
- Putin – „Neurussland“ ist mehr als Kalter Krieg, Deutschlandradio Kultur 10. September 2014
- Was tun gegen Putin?, NZZ 12. September 2014
- Putin findet Anhänger bei Europas Rechtspopulisten, Deutschlandradio Kultur 28. November 2014,
- Deutsch-Russische Seelenverwandtschaften – etwas Besseres als Europa, NZZ 31. Dezember 2014
- Demokratie als Bedrohung - Russlands Tradition der autoritären Herrschaft, NZZ 29. Januar 2015
- Europas drohende Weltkrise, NZZ 17. Februar 2015
- Putins Dienerin - Die russisch-orthodoxe Kirche-, NZZ 2. April 2015
- Putins Strategie – Vom strategischen Partner zum strategischen Gegner, NZZ 11. Mai 2015
- Putins neuer Eiserner Vorhang – die deutsche Russlandpolitik bedarf einer Korrektur, bevor es zu spät ist, NZZ 23. Februar 2022